# Rosita Segovia
Rosa Balcells Font (Barcelona, 2 de febrer 1922 - íd., 24 de setembre 2003), de nom artístic Rosita Segovia, va ser una ballarina catalana de dansa clàssica i dansa espanyola, coreògrafa i professora de dansa espanyola.
Va ballar amb el Ballet d'Alicia Alonso, va ser primera ballarina al Gran Teatre del Liceu de Barcelona la temporada 1936-37 i durant gairebé vint anys la ballarina estrella de la companyia d'Antonio, el ballarí.
És considerada una de les figures catalanes més rellevants de la dansa espanyola. Nascuda al Barri Gòtic de Barcelona i casada quatre vegades, va obrir dues escoles amb el seu nom especialitzades en aquesta disciplina, una als Estats Units i una altra de molt coneguda a Barcelona, que han format nombrosos ballarins de renom. També va actuar a diverses pel·lícules de cinema.

## Formació
Rosita Segovia va estudiar dansa clàssica amb Pauleta Pàmies i Joan Magrinyà, al Liceu de Barcelona, i es va formar en dansa espanyola amb El Cartagenero i el mestre Bautista. Pauleta Pàmies la va presentar com l'Ocellet.

## Carrera professional

### Ballarina
Va esdevenir ballarina professional al Gran Teatre del Liceu de molt joveneta, als dotze anys, i ja als quinze n'era la primera ballarina, fent de parella artística de Joan Magrinyà. Més tard, encara als anys trenta, va viatjar a Cuba convidada per Pro-Arte Musical per a treballar amb els coreògrafs Fernando i Alberto Alonso a la companyia de dansa nacional del país, el prestigiós Ballet d'Alicia Alonso, amb el qual va ballar a Cuba, Mèxic i Estats Units.
L'any 1949 va tornar a Barcelona ballant amb Nina Verchinina i Olga Morosota. El 1950 va tornar a ser primera ballarina al Liceu. L'any 1953, Antonio Ruiz Soler –Antonio– va formar una companyia de dansa pròpia per a la qual va escollir Rosita Segovia com a ballarina estrella, amb qui va fer la volta al món diverses vegades. Un dels ballets més cèlebres que va protagonitzar va ser El sombrero de tres picos a la Scala de Milà, amb música de Manuel de Falla, coreografia de Léonide Massine i decorat pintat per Picasso. A l'Exposició Universal de Brussel·les de 1958 va ballar La vida breve, cantada per Victòria dels Àngels. També va destacar a El amor brujo, Puerta de Tierra, Pas a quatre (coreografiada per Antonio amb música de Sorozábal) i Fantasía galaica. El 1969, amb quaranta-set anys, es va retirar dels escenaris com a ballarina.

### Professora i directora d'escoles de dansa

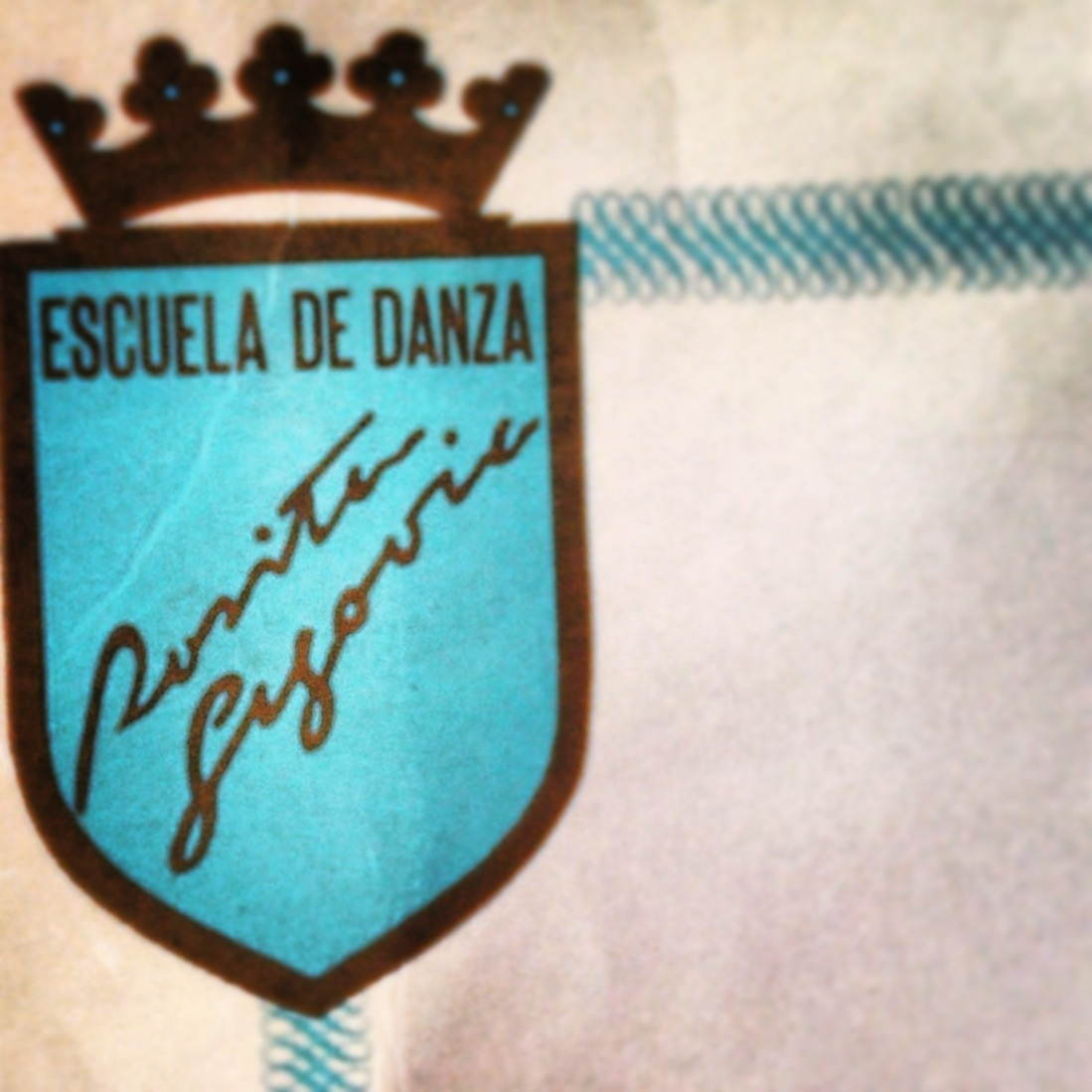
Escola de dansa Rosita Segovia, al 1978

El 1970 va obrir la seva escola de dansa clàssica i espanyola a l'avinguda de Josep Tarradellas de Barcelona, l'Estudi de Rosita Segovia, que continuà després en funcionament tot i que amb un altre nom: Flamenkita. Tres anys més tard, el 1973, va obrir-ne una sucursal a Miami, amb els alumnes de la qual va formar després la companyia de dansa espanyola Ballet Español Rosita Segovia.

## Estil
La seva mare era una artista de revista del Paral·lel i el seu pare era compositor. L'estil de Segovia era rigorós, ben presentat, disciplinat i amb una tècnica excel·lent; però ja des del seu naixement havia conegut que calia donar ànima i vida als espectacles. Les seves interpretacions van ser sempre molt expressives, sent molt important per a ella afegir un component de bona actriu quan ballava.
Era considerada una dona de gran bellesa, refinada i elegant. Com a artista, la seva paleta expressiva era molt rica, tant podia ser subtil i refinada a la dansa clàssica, o l'escola bolera, com interpretar el pal flamenc d'arrel més popular.

## Reconeixements
El 1950 guanyà el Premio de Coreografía de l'Havana.

## Filmografia
- 1945: Marina
- 1954: Carrusel napolitano, de Michael Powell
- 1956: Todo es posible en Granada, de Sáenz de Heredia
- 1959: Luna de miel, de Michael Powell, amb Antonio Ruiz, Liudmila Tcherina i Leónidas Massine.